# Варчук, Николай Изотович
Николай Изотович Варчук (1912—1943) — майор Рабоче-крестьянской Красной Армии, участник Великой Отечественной войны, Герой Советского Союза (1943).

## Биография
Николай Варчук родился 28 августа 1912 года в селе Стецки (ныне — Староконстантиновский район Хмельницкой области Украины) в семье крестьянина. Окончил неполную среднюю школу. В 1932 году Варчук был призван на службу в Рабоче-крестьянскую Красную Армию. В 1933 году он с отличием окончил Качинскую военную авиационную школу лётчиков. В 1938 году в звании старшего лейтенанта принимал участие в боях на озере Хасан. В 1939 году вступил в ВКП(б). С июня 1941 года — на фронтах Великой Отечественной войны, первоначально командовал эскадрильей 176-го истребительного авиаполка 207-й истребительной авиадивизии Южного фронта. Первый вражеский самолёт сбил 15 октября 1941 года. Принимал участие в боевых действиях на самолётах «И-16», «МиГ-3», «ЛаГГ-3», «Як-1».
С августа 1942 года майор Николай Варчук командовал 737-м истребительным авиаполком. На этой должности Варчук принимал участие в боях на Юго-Западном, Сталинградском и Воронежском фронтах. Принимал участие в Сталинградской и Курской битвах. Во время боёв под Сталинградом лётчики полка Варчука совершили 156 боевых вылетов, сбив 4 самолёта. Принимал участие в боях на Харьковском и Киевском направлениях. К июлю 1943 года полк Варчука совершил более 1800 боевых вылетов, принял участие в 300 воздушных боях, в которых сбил 42 вражеских самолёта, а также уничтожил большое количество наземных целей. Сам же Варчук совершил 380 боевых вылетов, провёл 87 воздушных боёв, сбил 15 самолётов лично и 8 — в группе. 21 сентября 1943 года он погиб во время выполнения боевого задания при аварии самолёта. Похоронен на площади Героев в городе Ромны Сумской области Украины.
Указом Президиума Верховного Совета СССР от 28 сентября 1943 года за «образцовое выполнение боевых заданий командования на фронте борьбы с немецкими захватчиками и проявленные при этом мужество и героизм» майор Николай Варчук был удостоен высокого звания Героя Советского Союза. Также был награждён орденом Ленина, двумя орденами Красного Знамени, орденом Отечественной войны 1-й степени. Также награждён орденом Британской империи 4-й степени.
В честь Варчука названа улица в Ромнах, там же на Аллее Героев установлен его памятный стенд.